# Foutreau
Le foutreau était un jeu de cartes par élimination assez simple, souvent joué en famille ou par les soldats désargentés, dans lequel les enjeux sont remplacés par des coups donnés sur les mains ou les doigts du perdant. 
Hippolyte-François Jaubert en donne cette définition dans le Glossaire du centre de la France, 2e éd., Paris, 1864 :

« * FOUTRAU, s. m. Jeu de cartes qu'on joue en famille, avec les enfants, chez les vignerons du Berry (Bourges, lssoudun, etc.). Chaque joueur prend trois cartes et ne peut les placer que sur des cartes de la couleur ; quand une couleur lui manque, il pioche (puise) au tas (talon). Les foutraux sont les dernières cartes qui restent entre les mains des joueurs malheureux. Une, deux, trois, quatre, cinq, six, etc., et l’on frappe en chantant autant de coups sur les doigts du perdant qu’il lui reste de foutraux. »

Le terme paraît venir du français de l'Ouest où il signifie mauvais temps, bagarre.

« Podêr me racontait cela en m’enseignant à jouer au foutreau, un jeu terrible qu’il avait appris je ne sais où. M. Foutreau dirige le jeu par l’intermédiaire d’un mouchoir avec un gros nœud. Quand on insulte le Roi-Major, ou d’autres vénérables en cartes, le mandataire de M. Foutreau s’écrie : « Quinze coups gras à monsieur ! – Quatre coups maigres à monsieur ! » Et après cette punition, qu’il fixe comme il l’entend : – Honneur à monsieur Foutreau, et en avant le jeu ! » J’ai su depuis que le foutreau se jouait dans la clique à Cartouche. Podêr y était merveilleusement fort. »

— Marcel Schwob, Cœur double, Paris, Ollendorff, 1891, « Podêr »
Georges Courteline met le jeu en scène dans son roman Le 51e chasseurs (Paris, 1906) :

« Justement, ils étaient en train de faire une partie de foutro, assis sur deux bancs se faisant face, les bras croisés et les regards fixes, avec une gravité de sénateurs antiques. Devant eux, sur un banc spécialement réservé, M. Lefoutro était étendu tout de son long, représenté par un mouchoir tordu et parvenu à la dureté d'une barre de fer. Au milieu d'un profond silence, un homme, le bras allongé, déposait successivement devant chacun une carte tournée, noire de crasse.
(…)
Halte au jeu ! Par l'ordre du roi, je déconsigne M. Lefoutro.
(…)
Compliqué, pour la forme, d'une partie de cartes laquelle ne s'achevait jamais, vu le caractère impossible de M. Lefoutro et les manquements à la discipline qui se succédaient sans interruption, ne laissant même pas au banquier le temps de distribuer ses cartes, ce jeu se recommandait à la meilleure société autant par l'élégance de son nom que par sa propre délicatesse. »